# 트리니티소프트
(주)트리니티소프트는 대한민국 서울시 구로구에 본사를 둔 애플리케이션 개발보안 전문기업이다. (주)트리니티소프트는 시큐어코딩 솔루션과 웹 취약점 분석 솔루션, 정보보안 컨설팅 서비스를 공급하고 있으며 2005년 창립 되었다.

## 역사
(주)트리니티소프트는 2005년 김진수에 의해 서울 마포구 도화동에 창사 되었다. 후에 2006년 서울 구로구 구로동으로 이전, 2013년 경기도 안양시 동안구으로 확장이전 하였다. 정보 보안 핵심 기술을 보유하고 있는 트리니티소프트(주)는 정부기관, 공공 및 산하기관, 대기업 및 중소기업 사업자, 교육기관, 금융기관을 포함하여 600고객 이상을 레퍼런스로 갖고 있다. 2024년 07월 24일 (주)에스에스알에 인수됐으며, 12월 20일 서울시 구로구로 사업장 이전하였다.

## 업계 인지도
- 2005년, 대한민국 한국산업기술진흥협회로부터 기업부설연구소 인증을 받음[1]
- 2005년, 대한민국 중소기업청으로부터 벤처기업인증을 받음[2]
- 2006년, 웹 방화벽 솔루션 'WEBS-RAY'가 대한민국 한국정보통신기술협회로(TTA)부터                           GS (Good Software) 인증을 받음[3]
- 2007년, 'WEBS-RAY'가 세계최초로 국제CC인증 EAL4를 획득[4]
- 2007년, 'WEBS-RAY'가 대한민국IT보안인증사무국 보안적합성 인증을 획득[5]
- 2007년, 'WEBS-RAY'가 대한민국 정보통신부로부터 제8회 소프트웨어대전 장관상 은상을 받음[6]
- 2008년, 대한민국 중소기업기술혁신협회로부터 기술혁신형 중소기업(INNO-BIZ)확인서를 획득[7]
- 2009년, 대한민국 중소기업청으로부터 2009벤처코리아 벤처기업대상 중소기업청장상을 받음[8]
- 2009년, QuEST포럼에서 제정한 TL9000(Telecommunication Leadership)인증을 획득[9]
- 2011년, 시큐어코딩솔루션 'CODE-RAY'가 대한민국 국가정보원IT보안인증사무국장으로부터                             국내CC인증 EAL 2 등급 인증을 획득[10]
- 2011년, 'CODE-RAY'가 대한민국 한국정보통신기술협회(TTA)로부터 GS (Good Software) 인증을 받음[11]
- 2012년, 대한민국 지식경제부로부터 신기술 실용화 촉진대회에서 장관표창을 받음[12]
- 2012년, 특허 획득 '웹 서버의 보안장치'
- 2014년, 시큐어코딩 솔루션 'CODE-RAY XG'가 대한민국 국가정보원IT보안인증사무국장으로부터 국내CC인증 EAL 2 등급 인증을 획득
- 2014년, 'CODE-RAY XG V2.5'가 전자신문 2014 상반기 인기상품 선정
- 2015년, 대한민국 한국인터넷진흥원로부터 시큐어코딩 과정 교육콘텐츠 개발 및 운영사업 공급자로 선정됨
- 2015년, 대한민국 미래창조과학부로부터 'K-Global 300기업-시큐어코딩 부문 유망기업'으로 선정됨
- 2016년, 대한민국 한국정보보호산업협회(KISIA)로부터 이사社로 선정됨
- 2016년, 대한민국 한국정보보호산업협회(KISIA)로부터 정보보호 민관합동 모니터링단 위원으로 위촉됨
- 2016년, 대한민국 경기남부권 ‘일家양득 실천 경진대회’에서 우수상을 수상함
- 2016년, 'CODE-RAY XG 2.5'가 대한민국 한국정보통신기술협회로부터 GS (Good Software) 인증을 받음
- 2016년, 'WEBS-RAY'가 대한민국 IT인증사무국으로부터 CC인증을 받음
- 2016년, 대한민국 미래창조과학부로부터 정보보호 산업발전 유공 장관표창을 받음
- 2016년, 대한민국 중소기업청으로부터 벤처활성화 유공 청장표창을 받음
- 2017년, 특허 획득 '역추적을 이용한 소스코드 취약적 분석 방법 및 장치'
- 2017년, 정보보호 유공 국무총리 표창 수상
- 2017년, 경기도 유망중소기업 선정
- 2017년, 경기도 가족친화 일하기 좋은 기업 선정
- 2018년, 대한민국 한국정보보호산업협회(KISIA)로부터 감사社로 선정됨
- 2018년, 대한민국 한동대학교 홍신 교수 시큐어코딩 기술자문위원으로 위촉됨
- 2020년, 대한민국 한국정보보호산업협회(KISIA)로부터 감사社로 연임됨
- 2020년, 'WEBS-RAY' 웹방화벽 자산 (주)수산아이앤티에 양도
- 2020년, 트리니티소프트 김진수 대표이사 수산아이앤티 보안사업본부 자문위원으로 선정됨
- 2020년, 대신정보통신과 'CODE-RAY XG V6.0' 조달 총판 계약체결
- 2020년, 경기도 가족친화 일하기좋은기업 선정
- 2020년, 'CODE-RAY XG V6.0' CC인증, GS인증 동시 획득
- 2021년, 정보시스템감리협회와 전략적 협력 관계 체결
- 2021년, 'CODE-RAY XG V6.0' 조달 등록
- 2022년, 특허 획득 '웹 방화벽과 취약점 분석도구의 연동방법'
- 2022년, 'CODE-RAY CLOUD', KISA 클라우드서비스 보안인증(CSAP) SaaS 표준등급 획득
- 2022년, 'CODE-RAY CLOUD', 디지털이용지원시스템과 조달청 디지털서비스몰 등록
- 2023년, 'CODE-RAY XG V6.0', 정보시스템감리협회 표준 감리 제품으로 재선정
- 2023년, 'CODE-RAY XG V6.0' R2 CC인증 획득
- 2023년, 특허 획득 ' 인공지능 기반의 소스코드 보안 취약점 판단 모델의 생성을 통해 소스코드에 대한 보안 취약점 판단을                                   가능하게 하는 전자 장치 및 그 동작방법'
- 2023년,' CODE-RAY XG V6.0'이 네이버 클라우드 플랫폼의 마켓플레이스 입점
- 2023년, 특허 획득 '소스코드 보안 취약점의 종류를 구별하는 인공지능 기반의 구별 모델의 생성을 통해 소스코드에 대한                                                        보안 취약점의 종류를 확인할 수 있도록 지원하는 전자 장치 및 그 동작 방법'
- 2023년, 'CODE-RAY XG V6.0 R2' GS인증 획득
- 2023년, 'CODE-RAY XG V6.0 R2' 조달청 디지털서비스몰 등록
- 2024년, 'CODE-RAY', CWE 호환성 인증서 획득
- 2024년, 'SCAN-RAY XG V6.0' GS 인증 획득
- 2024년, 정보보호의 날 국민포장 수상
- 2024년, (주)에스에스알에 인수
- 2024년, 경기가족친화 일하기 좋은 기업 인증서 획득
- 2024년, 여가부 가족친화 인증서 획득
- 2024년, 사업장 이전(경기도 안양시 동안구 관양동 → 서울시 구로구 디지털단지)

## 보안 제품

### CODE-RAY XG (코드레이 엑스지)
CODE-RAY XG는 2010년도에 시장에 발매되었다. CODE-RAY XG는 소프트웨어 분석 및 설계, 개발구현, 테스트, 운영단계에서 발생할 수 있는 보안약점을 관리하기 위한 시큐어코딩 솔루션이다. 단계별 소스코드 통합보안관리(웹 소스코드 배포관리/리비전 관리/소스코드 백업 및 복구/웹 소스코드 취약점 분석/소스코드 변조탐지 및 복구/개발자 업무통제/ 형상관리) 기능을 제공한다. CODE-RAY XG V6.0 R2는 대한민국 행정자치부에서 고시한 49개 보안약점에 대한 점검이 가능하며, 2023년 국가정보원 IT보안인증사무국으로부터 국내용 공통평가기준(CC:Common Criteria) EAL 2 등급 인증을 취득하였다. 또한 2023년 대한민국 정부로부터 Good Software GS인증을 보유하고 있다. 추가적으로 (주)트리니티소프트는 'CODE-RAY XG' 제품에 대한 5건의 국내 특허를 보유하고 있다. '웹 서버의 업로드 파일의 검증방법 및 그 장치에 관한 특허'(특허 제 10-0824789호)와 ‘웹 서버의 보안장치’(특허 제 10-1147251호), '웹 방화벽과 취약점 분석도구의 연동방법'(특허 제 10-2363404호)등이 그 내용이다.

## 주요 사건
2024
- 사업장 이전(경기도 안양시 동안구 관양동 → 서울시 구로구 디지털단지)
- 여가부 가족친화 인증서 획득
- 경기가족친화 일하기 좋은 기업 인증서 획득
- 'PASCON 2024' 참가
- (주)에스에스알에 인수
- 2024년 디지털정부 발전 유공 국민포장 수상
- '제 13회 정보보호의 날 제품 전시회' 참가
- 'SCAN-RAY XG V6.0', GS인증 획득
- 'CODE-RAY', CWE 호환성 인증서 획득
- 'eGISEC 2024' 참가

2023
- 'CODE-RAY XG V6.0', 정보시스템감리협회 표준 감리 제품으로 재선정
- 'G-PRIVACY 2023' 참가
- 'CODE-RAY XG V6.0 R2', CC인증 획득
- 인공지능 기반의 소스코드 보안 취약점 판단 모델의 생성을 통해 소스코드에 대한                                                                                  보안 취약점 판단을 가능하게 하는 전자 장치 및 그 동작 방법에 관한 특허 획득 [제 10-2528849호]
- 'CODE-RAY X G V6.0', 네이버 클라우드 플랫폼의 마켓플레이스 입점
- '제 12회 정보보호의 날 제품 전시회' 참가
- 제 11회 공공금융기업 정보보안&개인정보보호 컨퍼런스 'PASCON 2023' 참가
- '제 18회 국방보안 컨퍼런스' 참가
- 말레이시아 사이버보안청 'CSM'과 MOU 체결
- 소스코드 보안 취약점의 종류를 구별하는 인공지능 기반의 구별 모델의 생성을 통해 소스코드에 대한                                                         보안 취약점의 종류를 확인할 수 있도록 지원하는 전자 장치 및 그 동작 방법에 관한 특허 획득 [제 10-2589350호]
- 'CODE-RAY XG V6.0 R2', GS인증 획득
- 'CODE-RAY XG V6.0 R2', 조달청 디지털서비스몰 등록

2022
- 웹 방화벽과 취약점 분석도구의 연동방법에 관한 특허 획득 [제 10-2363404호]
- 'CODE-RAY CLOUD', KISA 클라우드서비스 보안인증(CSAP) SaaS 표준등급 획득
- 디딤365와 'CODE-RAY CLOUD' 비즈니스 협력 MOU 체결
- 제 10회 의료기관 개인정보보호&정보보안 컨퍼런스 'MPIS 2022' 참가
- 'CODE-RAY CLOUD' 디지털정보 이용지원시스템과 조달청 디지털서비스몰 등록
- '제 17회 국방보안 컨퍼런스' 참가
- '2022 화이트햇 컨퍼런스' 참가

2021
- 정보시스템감리협회와 전략적 협력 관계 체결
- 나라장터 종합쇼핑몰 'CODE-RAY XG V6.0' 등록
- '제 10회 정보보호의 날 온라인 제품 전시회' 참가
- '2021 전국대학 IT 관리자 협의회 춘계심포지엄' 참가: "시큐어코딩이란? CODE-RAY XG"강연
- '2021 정보보호 솔루션 온라인 전시회' 참가
- 금융정보보호 컨퍼런스 'FISCON 2021' 참가
- 대한민국 소프트웨어대전 'SOFTWAVE 2021' 참가

2020
- 한국정보보호산업협회(KISIA) 감사社 연임
- 'WEBS-RAY' 웹방화벽 자산 ㈜수산INT에 양도
- 김진수 대표이사 수산아이앤티 보안사업본부 자문위원 선정
- 대신정보통신과 'CODE-RAY XG V6.0'의 조달 총판 계약 체결
- 경기도 가족친화 일하기좋은기업 선정
- 'CODE-RAY XG V6.0', CC인증, GS인증 동시 획득

2019
- 지니언스(주)와 전략적 업무협력에 관한 양해각서(MOU) 체결
- 'eGISEC FAIR 2019' 참가 : "SW보안 적용이 어려운 이유"강연
- 한동대학교에 학부실습용으로 CODE-RAY XG 무상 기증
- KISA '국내 클라우드 보안서비스 활성화를 위한 SecaaS개발지원사업' 과제 선정
- 고용노동부 '강소기업' 선정
- '전국대학전산실무자협의회 신기술세미나' 참가 : "시큐어코딩의 정답, CODE-RAY XG" 강연
- '2019 국방보안 컨퍼런스' 참가 : "4차산업혁명과 국방 시큐어코딩" 강연
- '한국교육전산망 교육정보서비스 세미나' 참가 : "4차산업혁명과 SW개발보안" 강연
- (주)에코넷시스템과 시큐어코딩 솔루션의 조달총판 계약 체결
- '대한병원정보협회 학술대회' 참가 : "소프트웨어 개발보안 - 시큐어코딩" 강연
- '2019 IT관리자협의회 서울지최 추계 심포지엄' 참가
- (주)시큐센과 웹방화벽의 총판 계약체결
- '2019 BeSTCon 국제품질테스팅 컨퍼런스' 참가 : "4차산업혁명 시대, 개발보안의 중요성" 강연
- '베트남 비즈니스 상담회' 참가
- '2019 부산 사이버보안 컨퍼런스' 참가
- KISA '정보보호 해외진출 파트너십 기업연계 프로그램' 기업강의 강연
- CODE-RAY XG 비즈니스 파트너데이 개최
- ㈜와이즈스톤과 SW개발보안·품질 업무협력에 관한 양해각서(MOU) 체결

2018
- 한국정보보호산업협회(KISIA) 감사社 선정
- 'eGISEC FAIR 2018' 참가
- 한국인터넷진흥원(KISA) 정보보호 시장연계형 초청연수 참가
- 한동대학교 홍신 교수, 시큐어코딩 기술 자문위원으로 위촉

2017
- 역추적을 이용한 소스코드 취약점 분석 방법 및 장치에 관한 특허 획득 [제 10-1696694호]
- 'eGISEC FAIR 2017' 참가 : "우수사례로 살펴보는 SW개발보안" 강연
- 국방보안연구소 '2차 최신 정보보호기술 토론회' 참가 : "지능형 통합보안 관제의 Application 보안" 강연
- 2017 정보보호 유공 국무총리 표창 수상
- '정보보호의 날 제품 전시회' 참가
- '삼성전자 보안기술 포럼(SSTF)' 참가
- 한국인터넷진흥원(KISA) 정보보호 시장연계형 초청연수 참가
- 경기도 유망중소기업 선정
- '금융정보보호 컨퍼런스' 참가
- 경기도 가족친화 일하기좋은기업 선정

2016
- 한국정보보호산업협회(KISIA) 2016 이사社 선정
- 'eGISEC FAIR 2016' 참가 : "SW개발보안, 시큐어코딩 교육으로 효율 높이자!" 강연
- 정보보호 민관합동 모니터링단 위원 위촉
- 황교안 국무총리, ‘일家양득 - 일/가정 양립 - 우수사업장 간담회' 참석
- 경기남부권 ‘일家양득 실천 경진대회’ 우수상 수상
- '국방정보보호/암호 컴퍼런스' 참가
- '정보보호의 날 제품 전시회' 참가
- 미래창조과학부 'K-Global 기업가정신 프로그램 -美 Stanford Uni. Design Thinking' 참가
- 'CODE-RAY XG V2.5', GS인증 획득
- Cyber Security Malaysia(말레이시아 과학기술혁신부 산하)의 국가공인 보안자격증 프로그램 개발 및 교육
- '금융정보보호 컨퍼런스' 참가
- 경기도 여성고용우수기업 선정
- 'WEBS-RAY V3.0', IT인증사무국으로부터 CC인증 획득
- '오만 무스카트 비즈니스 상담회' 참가
- 2016 정보보호 산업발전 유공 미래창조과학부 장관 표창
- 'IDC(통합데이터센터) 컨퍼런스' 참가
- 2016 벤처활성화 유공 중소기업청장 표창

2015
- (주)타임게이트와 시큐어코딩 솔루션 서울/경기 지역총판 계약 체결
- 'eGISEC FAIR 2015' 참가 : "SW개발보안 시큐어코딩 바로알기" 강연
- 한국인터넷진흥원(KISA) 시큐어코딩 과정 교육콘텐츠 개발 및 운영사업 공급자 선정
- KISIA 'UAE두바이 비지니스 상담회' 및 '주요전략국가 바이어 초청상담회' 참가
- '국방정보보호/암호 컨퍼런스' 참가
- '정보보호의 날 제품 전시회' 참가
- 한동대학교 산학협력 '가족회사' 협약
- 'ISEC 2015' 참가 : "전자정부 표준프레임워크를 위한 시큐어코딩" 강연
- '금융정보보호 컨퍼런스' 참가
- (주)소프트컴즈와 시큐어코딩 솔루션 전국 지역총판계약 체결
- '주요 전략국가 바이어 초청 상담회' 참가
- 미래창조과학부 'K-Global 300기업-시큐어코딩 부문 유망기업' 선정

2014
- 'eGISEC FAIR 2014' 참가 : "적용사례로 보는 취약점 점검도구의 선택기준" 강연
- 'CODEGATE 2014' 참가
- 'AppSec 2014' 참가 : "시큐어코딩 솔루션의 선택기준" 강연
- 'CODE-RAY XG V2.5', IT인증사무국으로부터 CC인증 획득
- 'CODE-RAY XG V2.5', 전자신문 2014 상반기 인기상품 선정
- 트리니티소프트, 2014 비즈니스 파트너데이 개최
- 'ISEC 2014 참가' : "SW오류 검증을 위한 시큐어코딩 진단도구" 강연

2013
- AppSec 2013 참가 : "시큐어코딩 법제화에 따른 대응 방안" 강연
- eGISEC FAIR 2013 참가 : "시큐어코딩 기법을 적용하지 않은 취약한 코딩사례 및 대책" 강연
- 트리니티소프트, 2013 비즈니스 파트너데이 개최
- 국방정보보호 컨퍼런스 참가
- 정보보호의 날 제품 전시회 참가
- 사옥 이전(서울 구로 디지털단지 → 경기 안양시 동안구 관양동)
- 금융보안&개인정보호 컨퍼런스 참가
- PASCON 2013 참가
- ISEC 2013 참가 : "취약점탐지 극대화를 위한 시큐어코딩 점검도구의 적용사례는?" 강연

2012
- 'WEBS-RAY' / 'CODE-RAY' 라인업
- 벤처기업 재인증
- 'WEBS-RAY V2.5', 인사이드프로 웹방화벽 국내총판 계약
- 'CODE-RAY V2.0', 조달청 나라장터에 등록
- ‘웹 서버의 보안장치’에 관한 특허 획득 [제 10-1147251호]
- 트리니티소프트, 2012 솔루션데이 개최[16]
- '개인정보보보페어 컨퍼런스' 참가
- 'ISEC 2012' 참가 : "시큐어코딩 점검 및 활용" 강연
- 'AppSec 2012' 참가 : "시큐어코딩 솔루션의 선택 기준" 강연
- '금융보안&개인정보보호 컨퍼런스' 참가
- 2012 신기술실용화 촉진대회 지식경제부 장관 표창 수상

2011
- “웹방화벽에서의 화이트 유알엘 수집방법 및 화이트 유알엘 수집기능이 구비된 웹방화벽”에 관한 특허 획득 [제 10-1024006호]
- 트리니티소프트 , 비즈니스 파트너 세미나 개최[17]
- 'CODE-RAY V2.0', 국정원 IT보안인증사무국으로부터 CC인증 획득
- 'CODE-RAY V2.0', 한국정보통신기술협회(TTA)로부터 GS인증 획득

2010
- 벤처기업 재인증
- 중소기업청 산업보안과제 수행 기업 선정
- QuEST포럼 품질경영시스템 TL9000 재인증 획득
- 'WEBS-RAY V2.5', G20 서울국제정상회의 웹방화벽 지원장비 선정
- 웹 소스코드 통합보안관리 솔루션 'CODE-RAY V2.0' 출시

2009
- 'WEBS-RAY V2.5', 국가정보원 암호화 모듈 탑재
- 'WEBS-RAY V2.5', 행안부 정보보호용 시스템 선정
- 'WEBS-RAY V2.5', 광주정부통합전산센터 웹 방화벽 확충사업 공급자 선정
- 2009 벤처기업대상 중소기업 청장상 수상
- QuEST포럼 품질경영시스템 TL9000 인증 획득
- 'WEBS-RAY V2.5', 정부통합전산센터 통합자원 5차 웹 방화벽 공급자 선정

2008
- WEBS-RAY V2.5, 정부통합전산센터(대전/광주) 정보보호 보강 및 웹방화벽 공급자 선정(단일 규모 세계 최대 프로젝트)
- ‘네트워크 기반의 게시물 검증 방법 및 그 장치’에 관한 특허 획득 [제 10-0817848호]
- ‘웹 서버의 업로드 파일의 검증 방법 및 그 장치’에 관한 특허 획득 [제 10-0824789호]
- 'WEBS-RAY V2.5', 조달청 제 3자 단가 계약 체결
- 기술혁신형 중소기업(INNO-BIZ) 확인서 획득 (중소기업청)
- 'WEBS-RAY V2.5', CCRA 국제 CC인증(EAL 4등급) 획득

2007
- 웹 보안 방법 및 그 장치’에 관한 특허 획득 [특허 제 10-0732689호]
- 'WEBS-RAY V2.0', 국내외 최초 웹방화벽 부분 CCRA 국제 CC인증(EAL 4등급) 획득
- 'WEBS-RAY V2.0', 웹 방화벽 부문 국가정보원 보안적합성 검증필 획득
- 제 8회 대한민국 소프트웨어 대전 정보통신부 장관상 수상
- 벤처기업 재인증

2006
- 'WEBS-RAY V2.0' 출시
- 특허 출원 2건 (Web Server 업로드 파일의 검증 방법 및 그 장치 / 네트워크 기반의 게시물 검증 및 그 장치)
- 'WEBS-RAY V2.0', TTA GS인증 획득 (정보통신부) / 제품성능인증서 획득 (중소기업청)

2005
- (주)트리니티소프트/ 기업부설연구소 설립
- 웹방화벽 제품 ‘WEBS-RAY'상표 출원
- 'WEBS-RAY V2.0', 베타 버전 출시
- 프로그램 심의 조정 위원회 'WEBS-RAY V.1.5.3' 등록
- 벤처기업 인증 (중소기업청)

## 참고 리스트
1. ↑  KOITA"koita_trinitysoft" 보관됨 2013-11-11 - 웨이백 머신Retrieved on August 2005
2. ↑  KIBO"venture_trinitysoft"[깨진 링크(과거 내용 찾기)]Retrieved on November 2005
3. ↑  TTA인증제품목록 "인증기업 및 제품 상세보기: WEBS-RAY" 보관됨 2013-11-11 - 웨이백 머신 Retrieved on September 2006
4. ↑  IT Security Certification Center"2007_CC" 보관됨 2013-11-11 - 웨이백 머신Retrieved on May 2007
5. ↑  Ddaily.co.kr"트리니티소프트, 웹 방화벽 보안적합성 검증필 획득"Yuji Lee, September 2007, Retrieved on September 2007
6. ↑  Korean Intellectual Property Office"정보통신부 장관상" 보관됨 2013-11-11 - 웨이백 머신Retrieved on November 2008.
7. ↑  Korean Intellectual Property Office"INNO-BIZ"[깨진 링크(과거 내용 찾기)]Retrieved on September 2008.
8. ↑  Etnews.co.kr"트리니티소프트, 벤처 부문 중소기업청장상" by Yoonjung Jang, October 2009, Retrieved October 2009
9. ↑  Boannews.com"트리니티소프트 'TL9000' 인증 획득'" by Byungmin Oh, November 2009, Retrieved November 2009
10. ↑  IT Security Certification Center"2007_CC" 보관됨 2013-11-11 - 웨이백 머신Retrieved on May 2007
11. ↑  TTA인증제품목록"인증기업 및 제품 상세보기: CODE-RAY"[깨진 링크(과거 내용 찾기)] Retrieved on November 2011
12. ↑  Dailygrid.net"트리니티소프트, ‘2012 신기술 실용화 촉진대회' 장관표창 수상" by Bowi Kim, November 2012, Retrieved November 2012
13. ↑  "Trinitysoft,.Ltd: CODE-RAY" 보관됨 2013-11-11 - 웨이백 머신 Retrieved on 07 November 2011.
14. ↑  Korean Intellectual Property Office"특허 제 10-0824789호" 보관됨 2013-11-11 - 웨이백 머신.
15. ↑  Korean Intellectual Property Office"특허 제 10-1147251호" 보관됨 2013-11-11 - 웨이백 머신.
16. ↑  Boannews.com"트리니티소프트, ‘2012 솔루션데이’ 개최"by Taehyung Kim, May 2012, Retrieved May 2012.
17. ↑  Zdnet.co.kr"트리니티소프트, 파트너 세미나 개최"by Heeyoun Kim, November 2011, Retrieved November 2011.